# Škoda Elroq
Škoda Elroq je kompaktní crossover SUV s elektrickým pohonem, který vyrábí od roku 2025 automobilka Škoda Auto.

## Jméno
Pracovníci automobilky Škoda Auto zaregistrovali ochrannou známku na název Elroq už v lednu 2021. Písmeno E má znamenat, že se jedná o elektromobil. Použití písmena Q odkazuje na řadu SUV automobilů, které společnost uvedla na trh před tímto vozem. Šéf automobilky Thomas Schäffer nepotvrdil oficiální název nového vozidla. V červnu 2022 automobilka potvrdila název nového vozu skrze tištěný oběžník.

## Výbava

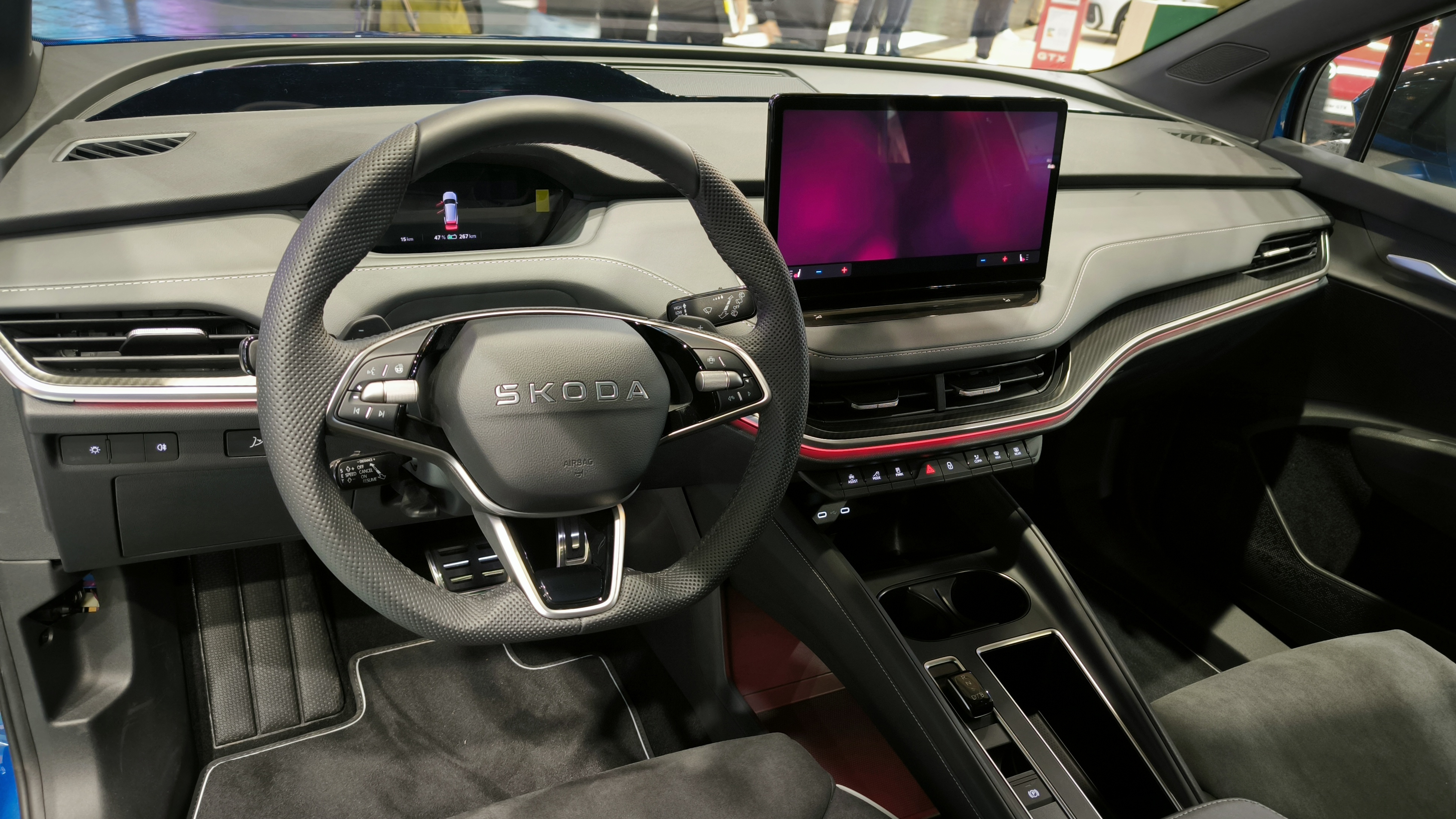
Interiér Elroqu (Paříž 2024)

První edice vozu měla možnost výběru ze dvou barev karoserií – bílé a zelené. Připadní zájemci si nemohli připlatit za barevné odstíny, ale bylo možné si připlatit za 21palcové aerodynamické kola s kontrastním oranžovým pruhem. Designéři koncipovali interiér do stylu Lodge, přičemž jako kontrastní barvu pro bezpečnostní pásy použili opět oranžovou.

### Funkční výbava Elroq First Edition
Elroq First Edition je kompletně vybaven a zahrnuje následující prvky:
- matrix-LED přední světlomety,
- adaptivní podvozek DCC,
- 13palcový infotainment s navigací,
- head-up displej s rozšířenou realitou,
- bezklíčový přístup,
- dodatečné boční airbagy vzadu,
- automatické stmívání vnitřního zpětného zrcátka,
- třízónová automatická klimatizace,
- elektricky nastavitelná přední sedadla s pamětí a masážní funkcí,
- vyhřívání předních i zadních sedadel,
- vyhřívání čelního skla,
- elektricky ovládané páté dveře s virtuálním pedálem,
- elektrické přídavné topení,
- systémy Asistovaná jízda 2.6, včetně panoramatického kamerového systému, asistenta parkování s uloženým manévrem a možnosti parkování na dálku.

## Srovnání modelů Elroqu
| Výkon motoru (kW)                                 | 125                        | 150                        | 210                        | 220                        |
| Maximální výkon (hp)                              | 170                        | 204                        | 285                        | 299                        |
| Maximální točivý moment (Nm)                      | 310                        | 310                        | 545                        | 545                        |
| Maximální rychlost (km/h)                         | 160                        | 160                        | 180                        | 180                        |
| Zrychlení z 0 na 100 km/h (s)                     | 9,0                        | 8,0                        | 6,6                        | 6,6                        |
| Převodovka                                        | propulzní                  | propulzní                  | propulzní                  | 4 × 4                      |
| Hmotnost bez zatížení (kg)                        |                            |                            |                            |                            |
| Baterie                                           |                            |                            |                            |                            |
| Typ                                               | lithium-iontový akumulátor | lithium-iontový akumulátor | lithium-iontový akumulátor | lithium-iontový akumulátor |
| Hrubá kapacita (kWh)                              | 55                         | 63                         | 82                         | 82                         |
| Použitelná kapacita (kWh)                         | 52                         | 58                         | 77                         | 77                         |
| Dojezd (km)                                       | 375                        | 403                        | 581                        | 562                        |
| Spotřeba paliva v kombinovaném cyklu (kWh/100 km) |                            |                            |                            |                            |
| Hmotnost akumulátoru (kg)                         |                            |                            |                            |                            |
| Údaje k nabíjení                                  |                            |                            |                            |                            |
| na zásuvce Wallbox \| 3,7 kW (0 až 100 %)         |                            |                            |                            |                            |
| na terminálu o výkonu 11 kW (10 až 100 %)         |                            |                            |                            |                            |
| na rychlém terminálu 175 kW (DC) (15 až 80 %)     | 24 minut (145 kW max)      | 25 minut (165 kW max)      | 28 minut                   | 28 minut                   |

## Přehled

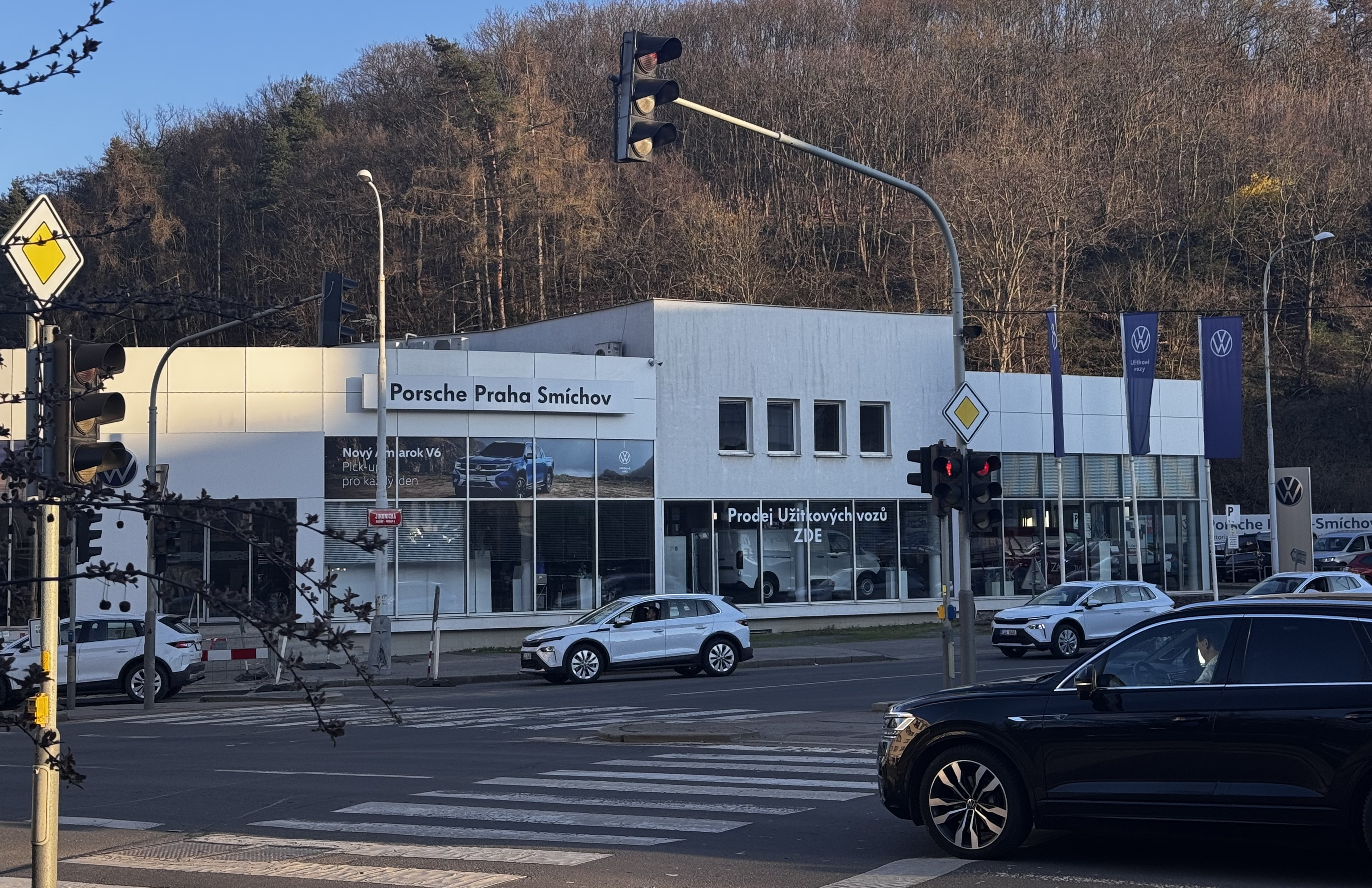
Kolona několika automobilů Škoda Elroq v Praze

V listopadu 2022 byl v Praze představen koncept Škoda Vision 7S, který byl posléze rozpracován do sériového modelu Škoda Elroq. Původně plánované odhalení mělo proběhnout na pařížském autosalonu v říjnu 2024 a do výroby se má dostat v roce 2025. Nakonec odhalení proběhlo v Praze na Vltavě u Občanské plovárny 1. října 2024. Výroba probíhá v Kvasinách.
Elroq je založen na platformě MEB věnované elektromobilům koncernu Volkswagen. 